# کریگ فارل (بازیکن فوتبال)
کریگ فارل (انگلیسی: Craig Farrell؛ زادهٔ ۵ دسامبر ۱۹۸۲ – ۳۰ مهٔ ۲۰۲۲) بازیکن فوتبال اهل بریتانیا بود.
از باشگاه‌هایی که در آن بازی کرده‌است می‌توان به باشگاه فوتبال یورک سیتی، باشگاه فوتبال بلیث اسپارتانس، باشگاه فوتبال لیدز یونایتد، باشگاه فوتبال اکستر سیتی، باشگاه فوتبال آکسفورد یونایتد، باشگاه فوتبال ویتبای تاون، باشگاه فوتبال کارلایل یونایتد، باشگاه فوتبال تلفورد یونایتد و باشگاه فوتبال میدلزبرو اشاره کرد.
وی همچنین در تیم ملی فوتبال زیر 16 سال انگلیس بازی کرده‌است.